# 詹姆斯·乌特迈尔
詹姆斯·威廉·乌特迈尔（英語：James William Uthmeier，1987年11月20日—）是美国政治竞选策略师及律师，自2025年起担任佛罗里达州第39任总检察长，在此之前他曾担任州长罗恩·德桑蒂斯的幕僚长。

## 早年生活
乌特迈尔出生于佛罗里达州德斯坦。他曾就读于华尔顿堡滩高中，后毕业于佛罗里达大学，在校期间曾代表佛罗里达大学短吻鳄队参加田径比赛。他在佛罗里达大学获得了工商管理和政治学学士学位以及国际商务硕士学位。此外他还曾就读并毕业于乔治城大学法学院。